# Lex Pompeia
Lex Pompeia var en romersk lag som stiftades år 89 f.Kr. av konsuln Pompejus Strabo, far till Pompejus den store.  Syftet med lagen var att ge invånarna i Transpadanien (området trans Padana - på andra sidan Po) de latinska rättigheter som invånarna i Italia (Apenninska halvön upp till floden Po) redan hade fått. 
Detta innebar att invånarna i området Cisalpina fick latinska rättigheter, men de hade inte fullständiga medborgerliga rättigheter trots att området var romaniserat. Först år 42 instiftades en lag av Julius Caesar som gjorde att invånarna i området fick fullt romerskt medborgarskap och området Cisalpina slutade vara en provins utan integrerades i Italia.
Lagen instiftades i samband med bundsförvantskriget 91 - 88 f.Kr., och trots att bundsförvanterna, som stred mot Rom, höll på att förlora, uppnådde de precis det de inledningsvis börjat strida för.